# Culex nicaroensis
Culex nicaroensis är en tvåvingeart som beskrevs av Duret 1967. Culex nicaroensis ingår i släktet Culex och familjen stickmyggor.
Artens utbredningsområde är Kuba. Inga underarter finns listade i Catalogue of Life.